# Classe Sampari
La classe Sampari est une série de navires d’attaque rapide de conception et de construction indonésiennes de la marine indonésienne. Ces navires, également connus sous le nom de KCR-60, sont construits par la société PAL Indonesia à Surabaya. Ils sont fabriqués avec un composite d'aluminium et d'acier à haute résistance dans des parties de coque, également une production nationale de la fonderie d'État PT Krakatau Steel à Cilegon,. 

## Histoire

### Problème de conception
Les navires du premier lot de la classe Sampari étaient une section transversale radar (RCS) relativement faible. Le BPPT (agence indonésienne pour l'étude et le développement technologiques) avait signalé des faiblesses dans la forme du château et de la coque facilement détectables par un radar. L'influence des interférences d'ondes électromagnétiques sur l'installation de plusieurs antennes de communication à bord du navire réduisaient les performances de l'antenne en communication. 
Pour la manœuvrabilité, les navires du premier lot étaient également considérés comme moins fiables en cas de vagues hautes en raison de leur taille et de l'absence de stabilisateur. Cela réduisait leurs capacités au niveau de l'état de la mer. L'endurance était également faible, car ils ne pouvaient opérer en patrouille que pendant huit jours. 
La classe était également plus petite que celle requise par la marine indonésienne. PT PAL avait dû enlever le missile anti-surface de deux navires précédents pour donner l’espace nécessaire à l’installation d’un nouveau système d’armement rapproché (CIWS). Pour surmonter ce problème, le BPPT avait fait des recommandations visant à améliorer la conception des classes Sampari des lots 2 et 3. 

## Caractéristiques

### Radars
La classe Sampari est équipée d'un radar de recherche SR-47 de fabrication chinoise et d'un radar de contrôle de tir TR-47. et la version ultérieure ont été équipés du système danois de radar et de contrôle de tir Terma

### Canons
L’Indonésie envisageait d’armer la classe Sampari avec un canon de 57 mm comme armement principal, mais en raison de contraintes budgétaires, les quatre navires sont désormais armés d’un Bofors de 40 mm. Pour le canon secondaire, les navires sont armés de deux canons Denel G-12 de 20 mm à l'arrière. En 2018, il est prévu de remplacer le Bofors 40 mm par le canon Bofors 57 mm ou Burevestnik A-220M 57 mm . 

### Missiles
À l'origine, tous les navires de la classe Sampari étaient équipés de quatre missiles antinavire C-705. Mais à partir de 2018, ces missiles ne se trouvent plus que sur les deux derniers navires. Les C-705 des deux précédents, le KRI Sampari et le KRI Tombak, ont été retirés pour laisser la place à l'installation d'un CIWS NG-18 de 30 mm à l'arrière,. 

## Navires de la classe
| Navires                | Image | Type                  | lancement         | Constructeur | Remarques |
| ---------------------- | ----- | --------------------- | ----------------- | ------------ | --------- |
| KRI à déterminer (625) |       | Bateau lance-missiles | Être déterminé    | Indonésie    |           |
| KRI à déterminer (626) |       | Bateau lance-missiles | Être déterminé    | Indonésie    |           |
| KRI (Kerambit)         |       | Bateau lance-missiles | 27 février 2018   | Indonésie    |           |
| KRI (Sampari)          |       | Bateau lance-missiles | 28 mai 2014       | Indonésie    |           |
| KRI (Tombak)           |       | Bateau lance-missiles | 27 août 2014      | Indonésie    |           |
| KRI (Halasan)          |       | Bateau lance-missiles | 17 septembre 2014 | Indonésie    |           |